# Custódio Pinto
Custódio João Pinto  (Montijo, Portugal, 9 de febrero de 1942-Gondomar, Portugal, 21 de febrero de 2004), más conocido como Custódio Pinto, fue un futbolista portugués que jugaba como centrocampista.
Su hermano Manuel Pinto también fue internacional con la selección portuguesa.

## Selección nacional
Fue internacional con la selección portuguesa en 13 ocasiones y convirtió un gol. Formó parte de la selección que obtuvo el tercer lugar en la Copa del Mundo de 1966, pese a no haber jugado ningún partido durante el torneo.

### Participaciones en Copas del Mundo
| Mundial                        | Sede       | Resultado    | Partidos | Goles |
| ------------------------------ | ---------- | ------------ | -------- | ----- |
| Copa Mundial de Fútbol de 1966 | Inglaterra | Tercer lugar | 0        | 0     |

## Clubes
| Club                  | País     | Año       |
| --------------------- | -------- | --------- |
| FC Porto              | Portugal | 1961-1971 |
| Vitória Guimarães     | Portugal | 1971-1975 |
| FC Paços de Ferreira  | Portugal | 1975-1978 |
| SC Rio Tinto          | Portugal | 1978-1979 |
| Oliveira do Bairro SC | Portugal | 1980-1981 |

## Palmarés

### Campeonatos nacionales
| Título           | Club     | País     | Año  |
| ---------------- | -------- | -------- | ---- |
| Copa de Portugal | FC Porto | Portugal | 1968 |